# Wallace (ur. maj 1994)
Wallace, właśc. Wallace Oliveira dos Santos (ur. 1 maja 1994 w Rio de Janeiro) – brazylijski piłkarz, który występował na pozycji obrońcy. Były młodzieżowy reprezentant Brazylii.

## Kariera klubowa

### Fluminense
Wallace rozpoczął swoją karierę w brazylijskim klubie Fluminense FC. W barwach pierwszego zespołu zadebiutował w wieku 17 lat. Od tego momentu regularnie występował w barwach drużyny, przyczyniając się do sukcesów w rozgrywkach o mistrzostwo kraju, mistrzostwo stanu oraz Taça Guanabara.

### Chelsea
4 grudnia 2012 roku angielska Chelsea potwierdziła transfer Wallace’a. W ramach umowy transferowej Brazylijczyk pozostał jednak we Fluminense do końca sezonu. 17 lipca 2013 roku w meczu sparingowym z Singha All-Stars Wallace zadebiutował w zespole Chelsea. W trakcie meczu wywalczył także rzut karny, który na bramkę zamienił ostatecznie Romelu Lukaku.

### Inter
13 sierpnia 2013 roku Wallace został wysłany na roczne wypożyczenie do włoskiego Interu Mediolan.

### Vitesse
30 czerwca 2014 roku Wallace został wysłany na roczne wypożyczenie do holenderskiego Vitesse.

## Statystyki
| Rozgrywki  | Kraj     | Mecze | Bramki |
| ---------- | -------- | ----- | ------ |
| Série A    | Brazylia | 31    | 1      |
| Eredivisie | Holandia | 22    | 1      |
| Serie A    | Włochy   | 9     | 0      |

(aktualne na dzień 15 listopada 2019)

## Kariera reprezentacyjna
W 2011 roku Wallace wraz z kadrą do lat 17 zdobył młodzieżowe Mistrzostwo Ameryki Południowej oraz zajął czwarte miejsce na młodzieżowych Mistrzostwach Świata.